# 東座 (岐阜県)
東座（あずまざ）は、岐阜県加茂郡白川町黒川1584-2にある芝居小屋。

## 歴史
江戸時代から明治時代の美濃国および飛騨国では、地元の人々による地芝居（歌舞伎）が盛んに行なわれており、数多くの芝居小屋が建てられた。この東座もその一つである。

### 沿革
- 1889年（明治22年） - 舞台部分完成。こけら落し公演。
- 1900年（明治33年） - 客席部分完成。
- 1960年（昭和35年）頃 - 老朽化のため閉鎖。
- 1985年（昭和60年）～1990年（平成2年） - 修復作業。
- 年不明 - 五世中村勘九郎が名誉館主になる[1]。
- 2006年（平成18年） - 十八代目中村勘三郎襲名披露公演。中村勘三郎と二代目中村七之助が連獅子を舞う。
- 2013年（平成25年） - 六代目中村勘九郎が名誉館主に就任[1]。

## 建築
間口は16.5 m、奥行は27.5 m、木造2階建てである。小規模な芝居小屋ではあるが、廻り舞台や花道などを備えている。客席は1階と2階にあり、収容人員は600人である。劇場形式の農村舞台である。文化財指定はなされていない。
舞台部分は日本風の建築であるが、客席部分は一部洋風建築である。これは建築時期の違いによる。かつては歌舞伎、にわか芝居、映画などに利用されていた。現在も地歌舞伎（毎年5月）の他に、大衆演劇、各種発表会、コンサートに使用されている。

## 交通アクセス
- JR高山本線 白川口駅より濃飛バス黒川線「鱒淵」バス停下車。

## 岐阜県の芝居小屋
岐阜県は地芝居が盛んな地域であり、江戸時代から昭和時代に建設された木造芝居小屋が残っている。主な芝居小屋は以下のとおりである。
- 鳳凰座（下呂市）
- 白雲座（下呂市）
- 黒川の東座（加茂郡白川町）
- 蛭子座（中津川市）
- かしも明治座（中津川市）
- 常盤座（中津川市）
- 五毛座（恵那市）
- 熊野座（恵那市）
- 美濃歌舞伎博物館 相生座（瑞浪市）
- 村国座（各務原市）
- 皆楽座（各務原市）